# Grgurevačka pećina
Grgurevačka (serb. Гргуревачка пећина) – jaskinia w masywie Fruškej gory (panońskie góry wyspowe), w regionie Srem, na terenie Wojwodiny w Serbii.

## Historia i geologia
Jaskinia powstała w wapieniach z epoki triasu (mezozoik), na terenie pionowego uskoku o głębokości 13,5 lub 17,5 metra z poziomymi pęknięciami (najdłuższe z nich ma około siedmiu metrów długości). Pionowy kanał jaskini jest bardzo wąski. Ma on dwa mniejsze przedłużenia połączone przeciskiem o szerokości 0,6 metra. Centralna sala ma szerokość około czterech metrów i głębokość około sześciu metrów. Została odkryta w 1961 i początkowo miała otwór wejściowy o szerokości sześciu metrów. Podczas odgarniania kamieni wejście częściowo się zawaliło. Pozostały otwór zabezpieczono kratą, aby turyści przypadkowo do niego nie wpadli. Kratę po niedługim czasie skradziono, po czym Park Narodowy Fruška gora ponownie zabezpieczył wejście.
Twór charakteryzuje się specyficzną szatą naciekową o wybarwieniu czerwonym, żółtawym i białawym (stalaktyty, stalagmity, pęczki, korale), co jest unikalnym zjawiskiem w obrębie Serbii. Na stanowisku znaleziono szczątki małych gryzoni i nietoperzy.

## Turystyka
Nieco na północ od jaskini, m.in. przez szczy Kratki Čot (464 m), przebiega  czarny szlak Fruškogorska tranzwerzała z Vrdnika do Šišatovaca.